# Róbert Gragger

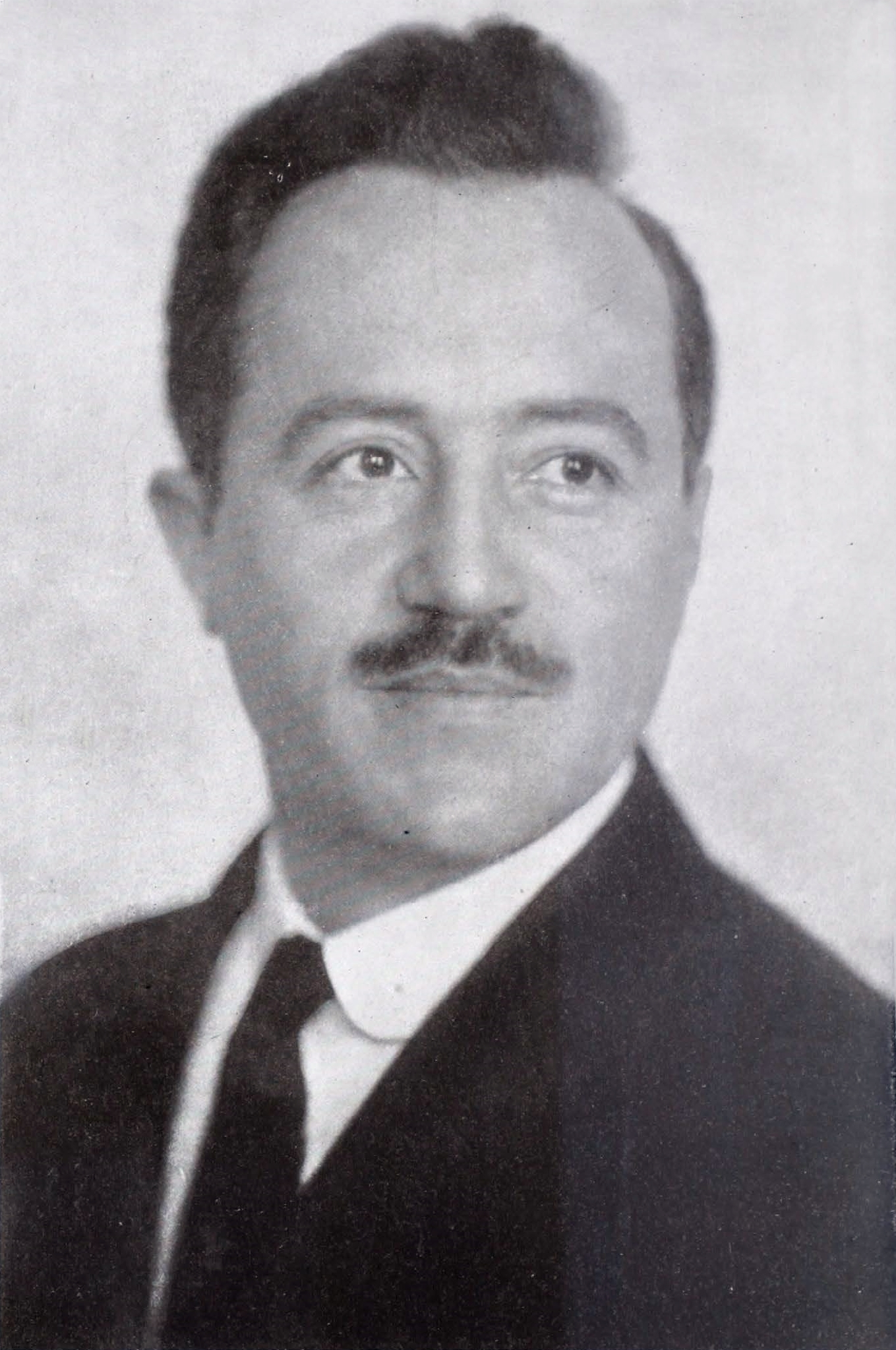
Róbert Gragger (1925)

Róbert Gragger, deutsch Robert Gragger (* 7. November 1887 in Aranyosmarót; † 10. November 1926 in Berlin) war ein Literaturhistoriker, Hochschullehrer und Philologe ungarischer Abstammung, der sein wissenschaftliches Werk überwiegend in Deutschland, an der Berliner Universität, schuf.

## Wissenschaftliche Arbeit
Gragger studierte an den Universitäten Budapest, Paris (Sorbonne) und in Berlin bei Erich Schmidt und Gustav Roethe. Ab 1909 arbeitete er als Oberrealschullehrer in Budapest und seit 1912 als Professor an der Budapester Hochschule für Lehrerausbildung.
Mit Unterstützung des Ethnologen Johannes Bolte, der Gragger in die Erforschung der Quellen der Märchen der Gebrüder Grimm einbezogen hatte, und des Literaturhistorikers Max Roediger sowie von Ulrich von Wilamowitz-Moellendorff, dem Rektor der Friedrich-Wilhelms-Universität, wurde trotz der kriegsbedingten Einschränkungen im universitären Bereich Gragger, der als ein hervorragender Kenner der ungarisch-deutschen Beziehungen auf dem Gebiet von Sprache und Literatur galt, zum 1. Oktober 1916 als außerordentlicher Professur für ungarische Sprache und Literaturgeschichte berufen. Die Einrichtung dieses Lehrstuhls, an dem zunächst 84 Studenten studierten und der heute der älteste, von Beginn an ununterbrochen existierende im Ausland ist, geschah mit aktiver Unterstützung der ungarischen Kultusbehörden und ist kulturpolitisch vor dem Hintergrund des damaligen deutsch/österreich-ungarischen Waffenbündnisses zu sehen.
Unter Einbringung seiner Privatbibliothek von 10.000 Bänden richtete Gragger noch 1916 zusätzlich ein Ungarisches Seminar ein. Bis zu seinem Todesjahr 1926 war die Seminarbibliothek auf 25.000 Bände angewachsen und enthielt 120 laufende Zeitschriften sowie 15 Tageszeitungen. 1921 wurde die Professur in eine ordentliche umgewandelt. Ein Jahr später hatte er die finno-ugrische Abteilung innerhalb des Ungarischen Instituts gegründet. Das von Gragger an der Berliner Universität geschaffene erste hungarologische Zentrum in Deutschland wurde schrittweise ergänzt und bestand schließlich aus dem Ungarischen Institut, den Lektoraten, der Gesellschaft der Freunde des Ungarischen Instituts zu Berlin, der ersten hungarologischen Zeitschrift, den „Ungarischen Jahrbüchern“, und dem Collegium Hungaricum in der Dorotheenstadt (1924). Dabei ist das von Gragger gegründete Berliner Ungarische Institut das einzige im Ausland errichtete seiner Art, das seit seiner Gründung ohne Unterbrechung bis heute arbeitet.
Aufgrund seiner Fachkompetenz wurde Gragger 1922 von Georg Leidinger, dem Leiter der Handschriftensammlung der Bayerischen Staatsbibliothek, als Gutachter für einen fremden Text in einem lateinischen Kodex aus dem 13. Jahrhundert, den der Turkologe Franz Babinger als ungarischsprachig identifiziert hatte, eingeschaltet. Dieser später so genannte Löwener Kodex war 1919 durch eine unter der Leitung von Richard Oehler stehende deutsche Staatskommission von dem bekannten Münchner Antiquar Ludwig Rosenthal erworben worden. Nachdem deutsche Truppen im Ersten Weltkrieg die im neutralen Belgien gelegene Bibliothek mit ihren Beständen völlig zerstört hatten, war Deutschland im Zusammenhang mit dem Versailler Vertrag nämlich die Wiederherstellung der Universitätsbibliothek Löwen auferlegt worden. Gragger entdeckte nun, dass es sich bei dem Text um eine „Altungarische Marienklage“ handelte – das erste bekannte Verszeugnis in ungarischer Sprache aus dem 13. Jahrhundert. Es ist für die ungarische Sprache und Literatur von seiner Bedeutung her mit dem Hildebrandslied für Deutschland vergleichbar. Er konnte 1923 der Öffentlichkeit die erste wissenschaftliche Darstellung des Textes im ungarischen Original und in einer deutschen Übersetzung präsentieren.
Graggers Hauptforschungsgebiet war die vergleichende Literaturgeschichte. Er untersuchte auch den Einfluss Molières in Ungarn und arbeitete über Theodor Storm, Theodor Fontane sowie Nikolaus Lenau.

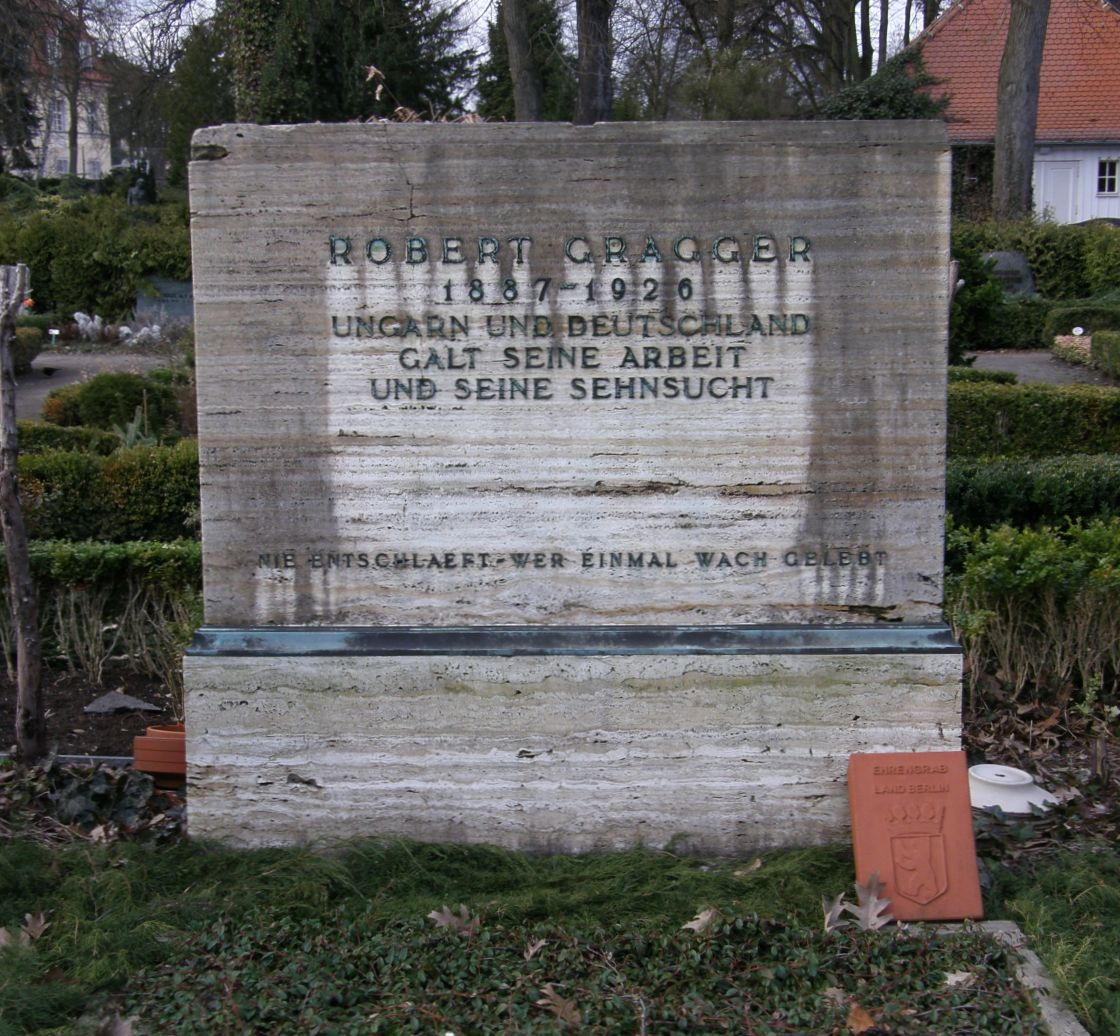
Ehrengrab Róbert Graggers auf dem Friedhof Dahlem

1925 wurde Gragger zum Honorarprofessor an der Universität Pécs ernannt. Nachdem er sich noch bis Oktober 1926 intensiv um den Ankauf des ehemaligen Herz-Palais' und dessen Herrichtung als neuen Sitz des Collegium Hungaricum bemüht hatte, verstarb er völlig überraschend am 10. November 1926. Seine letzte Ruhestätte fand Róbert Gragger auf dem Friedhof Dahlem in einem Ehrengrab. Sein wissenschaftlicher Nachlass verblieb in der Berliner Universität und wird nach früheren Einzelsichtungen seit 2014 systematisch bearbeitet.

## Werke (Auswahl)

### Herausgeberschaft
- Altungarische Erzählungen. Walter de Gruyter & Co., Berlin 1927.
- Ó-Magyar Mária-siralom, in: Magyar Nyelv 1923, 1-13, Eine altungarische Marienklage, Ungarische Jahrbücher, 1923, 27-46, zugleich als Bd. 7 der „Ungarischen Bibliothek“, Berlin-Leipzig 1923.
- Anthologia hungarica. (Reihe „Bibliotheca Mundi“) Insel-Verlag, Leipzig 1922.
- Alexander Petőfi. Gedichte. (Auswahl und Nachwort[5] sowie von Bettina von Arnim: Petöfi der Sonnengott), Insel Verlag, Leipzig [1923] – Insel-Bücherei 351/A.
- mit Franz Babinger, Eugen Mittwoch und Johannes Heinrich Mordtmann: Literaturdenkmäler aus Ungarns Türkenzeit. Walter de Gruyter & Co., Berlin 1927.
- Ungarische Balladen. (Übertragung: Hedwig Lüdeke), Walter de Gruyter & Co., Berlin 1926.
- Ungarische Bibliothek. Walter de Gruyter & Co., Berlin und Leipzig 1923 ff.
- Ungarische Jahrbücher. Walter de Gruyter & Co., Berlin und Leipzig 1921–1943.

## Róbert-Gragger-Preis
Seit 2006 wird von der Gesellschaft Ungarischer Germanisten der Róbert-Gragger-Preis für herausragende Forschungsergebnisse auf dem Gebiet der Germanistik verliehen.